# Gebhard Grabher
Gebhard Grabher (* 5. Oktober 1889 in Lustenau; † 30. Juli 1966 in Dornbirn) war ein österreichischer Politiker (SPÖ), Sticker und Eisenbahner. Er war von 1945 bis 1948 sowie von 1953 bis 1954 Abgeordneter zum Vorarlberger Landtag. 

## Ausbildung und Beruf
Grabher absolvierte die Volksschule in Lustenau und leistete im Ersten Weltkrieg ab 1914 Kriegsdienst. Er geriet im Laufe des Krieges in Kriegsgefangenschaft, aus der er erst 1919 zurückkehren konnte. Grabher war beruflich als Sticker sowie als Eisenbahner und Arbeiter der Rüsch-Werke Dornbirn beschäftigt. Während des Zweiten Weltkriegs war er dienstverpflichtet, wurde jedoch am 25. März 1940 wegen „staatsfeindlichem Verhalten“ verhaftet und am 12. Mai 1940 ans Landesgericht Feldkirch überstellt. Am Ende des Krieges wurde er als Geisel nach Tirol verschleppt.

## Politik und Funktionen
Grabher war mehrere Jahrzehnte in der Lokalpolitik aktiv, wobei er erstmals 1924 als Mitglied der Gemeindevertretung von Lustenau angelobt wurde. Er gehörte der Lustenauer Gemeindevertretung bis 1934 an, wobei er sein Mandat infolge des Österreichischen Bürgerkriegs und dem daraus resultierenden Verbot der Sozialdemokratischen Partei verlor. Nach dem Ende des Zweiten Weltkriegs wurde Grabher 1945 zum Vizebürgermeister von Lustenau gewählt. Er hatte das Amt bis 1950 inne und war vom 13. Mai 1950 bis zum 22. April 1960 Mitglied der Lustenauer Gemeindevertretung und des Gemeinderates. 
Auf Landesebene wurde Grabher am 11. Dezember 1945 als Landtagsabgeordneter für den Wahlbezirk Feldkirch angelobt. Er gehörte dem Landtag zunächst bis zum 21. Oktober 1948 an und schied mit diesem Datum nach der Niederlegung des Mandats aus dem Landtag aus. Danach war er vom 26. Oktober 1953 bis zum 28. Oktober 1954 erneut Abgeordneter zum Vorarlberger Landtag, wobei er 1953 für Franz Katzengruber nachgerückt war. Während der ersten Landtagsperiode nach dem Zweiten Weltkrieg war Grabher Mitglied im Finanzausschuss und Mitglied im Landwirtschaftlichen Ausschuss, ab 1953 hatte er keine Ausschussmitgliedschaft inne.
Grabher war Gründungsmitglied und Obmann des Arbeiterturnvereins Lustenau und innerparteilich als Mitglied der Landesparteikontrolle der SPÖ Vorarlberg engagiert. 

## Privates
Gebhard Grabher wurde als uneheliches Kind der Franziska Grabher geboren und verlor seine Mutter im fünften Lebensjahr. Mit der aus Lustenau stammenden Franziska Hollenstein (1899–1982) hatte er drei Söhne und eine Tochter, die in den Jahren 1921, 1923, 1926 und 1929 geboren wurden.

## Auszeichnungen
- Große Silberne Tapferkeitsmedaille (Erster Weltkrieg)